# Frontera entre Saint Lucia i les Saint Vincent i les Grenadines
La frontera entre Saint Lucia i Saint Vincent i les Grenadines és la frontera, íntegrament marítima, que separa Saint Lucia de Saint Vincent i les Grenadines (concretament l'illa de Saint Vincent), a les Petites Antilles (mar Carib).

Mapa de les fronteres marítimes al Carib

El tractat que regeix la frontera fou signat el 6 de juliol de 2017 en ocasió de la 38a Conferència dels caps de govern del CARICOM El mateix dua es va signar un altre acord sobre la frontera entre Barbados i Saint Lucia.
Uns extremitat occidental és la quadruple frontera amb Veneçuela i Martinica mentre que l'extremitat oriental és el trifini amb Barbados.